# تمن-رینگنوالده
تمن-رینگنوالده (به آلمانی: Temmen-Ringenwalde) یک شهر در آلمان است که در یوکرمرک واقع شده‌است. تمن-رینگنوالده ۷۰۷ نفر جمعیت دارد.